# السفير (صحيفة جزائرية)
أسفير (بالفرنسية: Essafir)‏ وتعني السفير هي أسبوعية جزائرية مستقلة تصدر باللغة العربية عن مجموعة السفير.

## وصلات خارجية
- موقع الصحف الجزائرية